# Keynesiaanse schoonheidswedstrijd
Een keynesiaanse schoonheidswedstrijd is een concept dat werd ontwikkeld door de Britse econoom John Maynard Keynes in hoofdstuk 12 van diens werk, The General Theory of Employment, Interest and Money (1936). Hij gebruikte het concept om prijsschommelingen in aandelenmarkten te verklaren.